# Gammarus caucasicus
Gammarus caucasicus is een vlokreeftensoort uit de familie van de Gammaridae. De wetenschappelijke naam van de soort is voor het eerst geldig gepubliceerd in 1932 door Martynov.